# Line dance

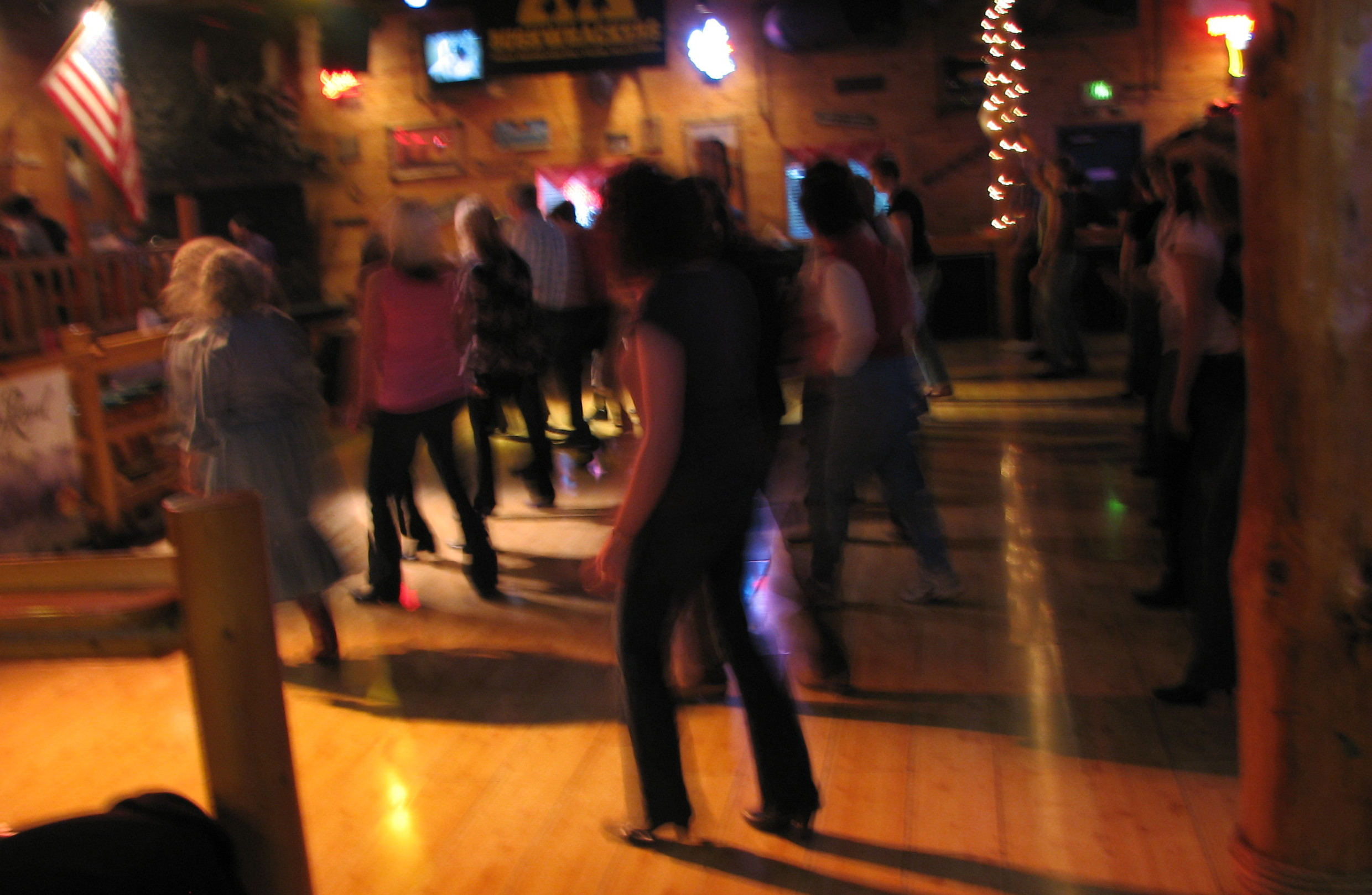
Esempio di Line dance

Una line dance è un ballo in formazione nel quale un gruppo di persone balla su una o più linee ("lines" in inglese USA, "rows" in inglese GB), tutti rivolti da uno stesso lato ed eseguono le stesse coreografie nello stesso tempo. I ballerini di line dance non sono in contatto fisico gli uni con gli altri. Le line dance più vecchie comprendono linee di ballerini che si fronteggiano o, in altri casi, la "linea" è costituita da ballerini in cerchio; oppure ancora tutti i ballerini seguono un leader in giro per la pista tenendo la mano del ballerino accanto.

## Descrizione
Un piccolo gruppo può essere costituito da una sola linea ma normalmente ci sono diverse file parallele una dietro l'altra. In questa formazione, i ballerini si muovono in sincrono ma indipendententemente gli uni dagli altri. Di solito non ci sono passi che richiedono interazione fra i ballerini oltre ai passi sincronizzati.
Sebbene alcune line dance possano essere molto facili, come quella per principianti intitolata "Electric Slide" (18 passi su 4 pareti), complessità crescenti possono essere date in diversi modi. Generalmente, più è alto il numero dei "count" e più difficile è la coreografia (il "count" corrisponde ai battiti della musica). Includere sequenze di passi inusuali o poco familiari o anche movimenti del corpo oltre ai passi, come gesti delle mani, rende il ballo più impegnativo. Alcune line dance vengono coreografate per essere eseguite su una musica specifica e in questo caso si definiscono "phrased". "Tags" (cioè varianti ai passi), "bridges", salti di coreografia e passi ripetuti sono tutti espedienti che permettono di seguire la musica. Chi balla queste "phrased" line dance deve essere più consapevole di come si sviluppa il brano musicale e non ripetere solamente una sequenza di passi per tutta la durata della canzone.
"Contra line dances" come "Jungle Freak", coreografata da Pedro Machado e Bill Lorah
Kickit Line Dance Archive
comprendono due linee di ballerini che si fronteggiano e che entrano momentaneamente in contatto quando si incrociano o passano oltre l'altra linea.

## Musica
La line dance viene spesso associata al cowboy e veniva per lo più ballata su country-western music. Dagli anni Settanta, però, con la diffusione di line dance più veloci, si iniziarono a utilizzare una varietà maggiore di stili musicali soprattutto a causa di giovani che iniziarono a ballare le line dance. A questo contribuirono diverse pop band che nei loro video rappresentavano ciò che più tardi sarebbero diventate line dance. Oggi la country music può rappresentare una parte limitata delle playlist dei deejay, la quale può comprendere musica celtica, swing, pop, rock, orchestra jazz, folk e quasi tutti i brani che abbiano un ritmo regolare.

## Storia e cultura
Spesso la line dance viene intesa come originaria del vecchio e selvaggio West. In realtà essa ha origini molto più diversificate: alcuni balli folk sono danzati in sincrono su una singola "linea" non retta e spesso con contatto fra i ballerini. L'assenza di contatto fisico nella line dance country-western ne fa una caratteristica distintiva. Le line dance hanno accompagnato diversi stili di musica popolare dagli inizi del Novecento, inclusi lo swing, il rock and roll e la disco music. Alla fine del XX inizio del XXI secolo è notevole la varietà e la diffusione della line dance.
L'odierna popolarità della line dance crebbe nel periodo della disco music mentre il country-western e le comunità musicali continuarono ad esplorare e sviluppare questa forma di ballo.
Un esempio contemporaneo di line dance è presente nelle scene ambientate nel locale da ballo del film Thelma & Louise di Ridley Scott del 1991, con la canzone Tennessee Plates di Charlie Sexton.

## Terminologia
- Base

### Variante
I ballerini che non siano a livello base spesso sostituiscono una parte della coreografia con una serie di passi adatti ad essere inclusi nel ballo e che si chiamano "varianti"; le varianti spesso sono vietate nelle gare di ballo.

### Count
Ogni ballo ha un determinato numero di count, ad esempio esistono numerose coreografie da 64 counts; questo numero indica i battiti della musica che occorrono per completare una sequenza del ballo e che non necessariamente corrispondono ai passi del ballo. Esistono, infatti, i passi eseguiti sugli "and", detti sincopati, (per esempio, tre passi eseguiti quando il ritmo musicale ne suggerirebbe solo due) oppure passi tenuti in sospeso per più di un tempo musicale.

### Restart
Un restart è un punto della coreografia in cui si interrompe la sequenza normale e si inizia daccapo. In questo modo la coreografia si inserisce perfettamente nello schema musicale della canzone.

### Passo
Un ballo è costituito da un numero di movimenti detti "passi". Ogni passo ha un nome specifico e in questo modo gli insegnanti possono comunicare ai ballerini di eseguire quel determinato passo durante l'insegnamento. Uno dei passi più conosciuti è il grapevine, una sequenza di quattro movimenti laterali. In un passo possono essere compresi diversi movimenti.

### Descrizione dei passi
La descrizione di alcuni passi di ballo nella loro sequenza tipica viene riportata qui di seguito. Essi sono soggetti a variazioni a seconda delle coreografie: ad esempio, un grapevine può terminare con uno stomp anziché con un touch.
Chassé: un piede si sposta di lato, l'altro si posiziona vicino al primo (portandoci il peso), il quale si sposta nuovamente di lato.
Grapevine: un piede di lato, l'altro incrocia dietro il primo, il primo di nuovo di lato e il secondo va in touch vicino al primo. Può essere eseguito sia verso destra che verso sinistra. Alcune variazioni possono essere l'hitch, lo scuff o lo spostamento del peso sul secondo piede nel movimento finale. Spesso il nome di questo passo viene abbreviato in vine.
Weave: è simile al grapevine ma con un incrocio sia davanti che dietro. Può essere eseguito sia verso destra che verso sinistra. Con questo passo si viene a creare una sorta di zig-zag.
Triple step: tre passi eseguiti in soli due battiti della musica. Può essere eseguito in avanti, all'indietro, a destra, a sinistra oppure anche sul posto.
Pivot: passo avanti e giro